# Tricholabus citatus
Tricholabus citatus är en stekelart som först beskrevs av Léon Abel Provancher 1877.  Tricholabus citatus ingår i släktet Tricholabus och familjen brokparasitsteklar. Inga underarter finns listade i Catalogue of Life.